# Ptomainy
Ptomainy (pot. jady trupie) – aminy z grupy diaminoalkanów, głównie putrescyna (1,4-diaminobutan) i kadaweryna (1,5-diaminopentan). Powstają w procesach gnilnych białek, w wyniku dekarboksylacji aminokwasów. Charakteryzują się silnym, nieprzyjemnym zapachem. 
Dawniej uważane były za związki silnie toksyczne, co jednak okazało się nieprawdą. Dawki śmiertelne (LDLo) putrescyny i kadaweryny wynoszą 1,6 g/kg (mysz, doustnie). Szkodliwe produkty związane z rozkładem ciał są toksynami bakteryjnymi.